# بيتر الأول إمبراطور بلغاريا
بيتر الأول (توفي في 30 يناير 970) هو إمبراطور بلغاريا منذ 27 مايو 927 وحتى عام 969.

## حياته
ولد بيتر في أوائل القرن العاشر الميلادي للإمبراطور سيمون الأول إمبراطور بلغاريا من زوجته ماريا سورسوفول. في عام 913، أرسله بيتر مع شقيقه الأكبر مايكل إلى القسطنطينية. ولأسباب غير معروفة، أجبر سيمون ابنه مايكل على الرهبنة، وأعلن أن وريثه سيكون بيتر.
ولإثبات جدارته بوراثة العرش، قاد بيتر حملة على تراقيا البيزنطية عام 927. وبعد الانتصار، سارع لعقد معاهدة سلام سرية مع البيزنطيين قبل أن يردوا الهجوم. قبل الإمبراطور البيزنطي رومانوس الأول عرض السلام ورتّب لزواج دبلوماسي بين حفيدته ماريا والأمير البلغاري. تم توقيع المعاهدة في أكتوبر 927. ثم تزوج ماريا في 8 نوفمبر في كنيسة القديسة ماري في القسطنطينية. ولتأكيد عهد السلام بين بيزنطة وبلغاريا، أعيد تسمية الأميرة باسم «إيرين» (السلام).
في حوالي عام 930، واجه بيتر تمرد بقيادة شقيقه الأصغر إيفان، واستطاع هزيمته ونفاه إلى الأراضي البيزنطية. ثم استطاع شقيقه الأكبر مايكل الهرب من الدير وقاد تمردًا انتهى بوفاته. وفي عام 933، استطاع الأمير الصربي كاسلاف كلونيميروفيتش الهرب من محبسه في العاصمة البلغارية فيليكي بريسلاف، وقاد تمرد صربي ضد الحكم البلغاري. ونجح التمرد واستقلت صربيا عن بلغاريا. واجه بيتر أيضًا متاعب مع المجريين، الذين هزمهم أباه وأرغموا عن التخلي عن بانونيا عام 896. ساد معظم فترة حكم بيتر السلام، رغم بعض القلاقل الداخلية التي واجهها. كان بيتر أيضًا سخيًا مع الكنيسة، طوال فترة حكمه.
بعد وفاة زوجة بيتر في منتصف خمسينات القرن العاشر، ساءت العلاقات مع البيزنطيين. بعد انتصار نيكفوروس الثاني على العرب عام 966، رفض دفع الجزية السنوية لبلغاريا بدعوى تحالف البلغار مع المجريين. وبدل أن يحتك مباشرة بالبلغار، أرسل نيكفوروس رسولاً إلى أمير كييف سفياتوسلاف الأول يدعوه لشن هجوم شمالي على البلغار، الذي بالفعل هزم البلغار في هجومه عام 968. عندئذ، سعى نيكفوروس لعقد سلام مع البلغار، والترتيب لزيجتين ملكيتين للأميرين باسيل الثاني وقسطنطينة الثامنة إلى أميرين بلغاريين.
دبر بيتر لانسحاب الكييفين عن طريق ترتيب هجوم من قبل حلفاؤه البيشينك على كييف نفسها. رغم ذلك واجه البلغار هجوم آخر من قبل سفياتوسلاف الأول عام 969، هزم فيه البلغار من جديد، مما أدى إلى إصابة بيتر بصدمة، قادته للترهبن، ثم مات في 30 يناير 970.